# Кириленко Іван Іванович
Іван Іванович Кириленко (нар. 27 червня 1931, село Будки, тепер Білопільського району Сумської області) — український радянський і господарський діяч. Академік Петровської Академії наук і мистецтв. Депутат Верховної Ради УРСР 9-го скликання.

## Біографія
Народився 27 червня 1931 року в селянській родині. У 1947 році закінчив семирічну школу і поступив у Білопільське педагогічне училище Сумської області.
У 1951—1954 роках — служба в Радянській армії: матрос строкової служби в Севастополі.
Член КПРС з 1954 року.
З жовтня 1954 року — інструктор Севастопольського міського комітету ЛКСМ України, 2-й секретар, а у 1956—1959 роках — 1-й секретар Ленінського районного комітету ЛКСМ України міста Севастополя.
З 1959 по 1963 рік — слухач Вищої партійної школи при ЦК КПУ.
У 1963—1966 роках — завідувач відділу організаційно-партійної роботи, 2-й секретар Нахімовського районного комітету КПУ міста Севастополя.
У 1966—1973 роках — 1-й секретар Балаклавського районного комітету КПУ міста Севастополя.
Закінчив заочно Київський інститут народного господарства.
У січні 1973 — 1979 року — голова виконавчого комітету Севастопольскої міської ради депутатів трудящих.
З 1975 по 1980 рр. — депутат Верховної Ради Української РСР 9-го скликання.
З 1980 року — начальник відділу кадрів Морського гідрофізичного інституту у Севастополі.
З січня 1993 року — 1-й заступник генерального директора Виставкового комплексу «Манеж» у Москві.
У 1999 році створив та очолив Севастопольське земляцтво в Москві. З 2000 по 2006 рік був постійним представником Севастопольської державної адміністрації при Уряді міста Москва.
Ветеран праці, підполковник у відставці. Член Президії Ради ветеранів Великої Вітчизняної війни

## Нагороди
- два ордени Трудового Червоного Прапора
- орден Петра Першого